# Ornella Vanoni
Ornella Vanoni (Milán, Italia, 22 de septiembre de 1934) es una cantante de música melódica y actriz italiana, considerada una de las más grandes intérpretes de la música italiana.

## Trayectoria artística
Hija de un farmacéutico, tras estudiar en el extranjero, Vanoni vuelve a Milán y se acerca al mundo del espectáculo, iniciándose en 1953 como actriz en la escuela del Piccolo Teatro de Milano dirigida por Giorgio Strehler, su maestro y compañero sentimental durante cuatro años. Strehler le propone cantar tres canciones en los entreactos de I Giacobini de Zardi, que son muy apreciadas por el público y la crítica. En 1956 debuta como actriz en la obra Seis personajes en busca de autor de Pirandello.

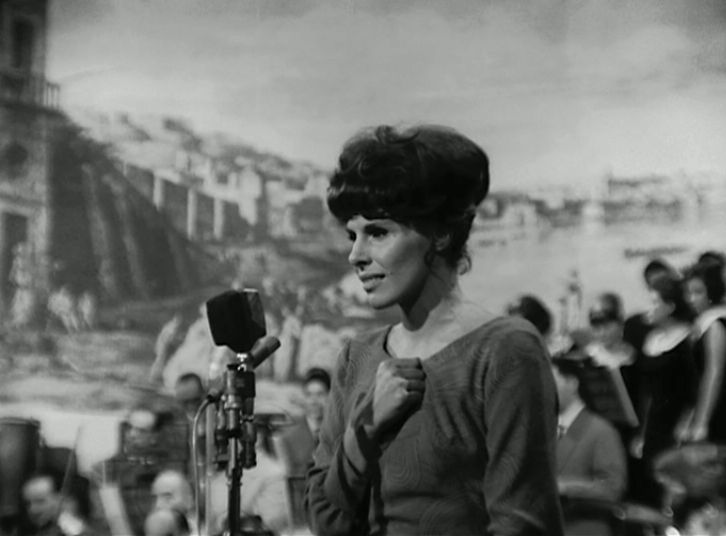
En 1964, en el Festival de Nápoles.

En 1960 se casa con el empresario Lucio Ardenzi, dos años más tarde nace su hijo, Cristiano. En 1961, graba su primer disco 45 rpm para la discográfica Ricordi, que posee los derechos de toda la nueva generación de cantautores. Sus primeros éxitos como cantante llegan con las conocidas como Canzoni della Mala, un repertorio popular que retrata con dramatismo la mala vida milanesa, junto a algunos temas de Gino Paoli. Ornella Vanoni participa ya en el programa televisivo Canzonissima y en varias competiciones (en 1964, con Tu si' 'na cosa grande gana el Festival de Nápoles junto a Domenico Modugno), recita en teatro y da sus primeros pasos en la comedia musical con Rugantino de Garinei & Giovannini, junto a Aldo Fabrizi y Nino Manfredi. Después de ésta llegarían otras experiencias interpretativas, sería secundaria o protagonista de títulos como Amore pericolisi.
En 1963 sustituye a Lea Massari como Rosetta en Rugantino, la famosa comedia musical de Garinei & Giovannini con música de Armando Trovajoli que llevará en gira sudamericana terminando en  Broadway. En 1965 se separa de su marido, intensifica su actividad como cantante e inicia una trayectoria estelar, llena de éxitos que la lanzan a la fama y la convierten por su elegancia y sensualidad interpretativa en "gran señora" de la canción italiana, en el Olimpo de superestrellas como Mina Mazzini o Milva. 
En la segunda mitad de los años 60 inicia una relación artística y sentimental con Gino Paoli, quien escribe para ella Senza fine, un gran éxito en Italia. También en 1965 participa por primera vez en el Festival de San Remo, en el que participará en siete ocasiones, en 1968 quedaría en segunda posición con el tema Casa bianca, cantado a dúo con Marisa Sannia, tema que se haría muy popular.
Su repertorio se enriquece también de temas de autores como Domenico Modugno, Burt Bacharach, Charles Aznavour y Gilbert Bécaud, entre otros. En 1967 logra grandes éxitos televisivos en los que Ornella Vanoni se afirma como refinada y sensual intérprete de la canción melódica italiana.
En 1970 participa en el Festival de San Remo con el tema Eternità, aunque fue con el sencillo siguiente con el que obtuvo su mayor éxito: L'appuntamento (La cita), original en portugués Sentado à beira do caminho de Roberto Carlos y Erasmo Carlos, la versión italiana incluye también la autoría de Bruno Lauzi, llegando al número uno de la lista de éxitos. En 1973 también grabaría la canción de Roberto Carlos Detalhes con el título de Dettagli, otro de sus grandes éxitos. En España se hacen muy populares, donde también obtienen gran éxito su canción Io ti darò di più y la versión que hizo en la banda sonora de la película Anónimo veneciano. En 1974 grabaría dos álbumes excepcionales: A un certo punto y La voglia di sognare.
En 1976, graba en directo un disco histórico La voglia, La pazzia, L'incoscienza, L'allegria con Toquinho y Vinícius de Moraes, con gran éxito y de gran repercusión musical, popularizando la música de estos grandes autores brasileños en Italia.
En los años 80, Ornella Vanoni se confirma como la “señora de la canción italiana”, un título que es reconocido por su refinamiento y sus éxitos discográficos continuos. En 1986 Vanoni alcanza uno de sus sueños, la grabación Ornella &…, el álbum doble de atmósfera jazz, con un casting de artistas del jazz internacional como Herbie Hancock, Gerry Mulligan, George Benson o Gil Evans.
En los años 90 inicia una colaboración con Mario Lavezzi, productor y compositor (Insieme a te, Stella nascente o Piccoli Brividi). En 1996, su disco Sheherazade se convierte en disco de oro en Italia. Alberi es la canción con la que Ornella Vanoni participa de nuevo en el 49° Festival de la Canción de San Remo. En esta ocasión le fue otorgado el premio a su carrera musical.

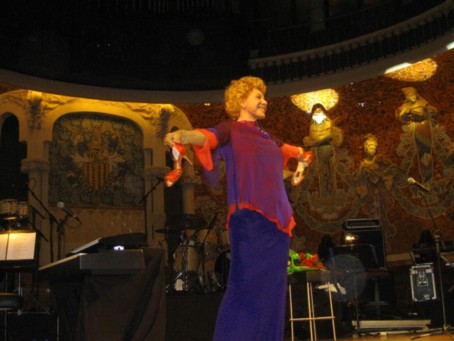
Ornella Vanoni en escena, 2008.

En 2001, publica dos álbumes con versiones de los años sesenta y setenta y en 2002, junto a Sergio Bardotti, canta el mejor repertorio de Burt Bacharach: todos los temas en italiano con traducción propia, es editado en el álbum Sueños prohibidos; Ornella y las canciones de Bacharach. En el 2003 se publica el álbum Noi, donne noi, escrito de Mario Lavezzi, e interpretado por Ornella Vanoni y Nancy Brilli. En 2004, el tema L'appuntamento en su voz se incluye en la banda sonora de la película Ocean's Twelve.
En septiembre de 2004, después de casi veinte años de su anterior encuentro artístico, vuelve junto a Gino Paoli con un nuevo álbum de temas inéditos Ti ricordi? No non mi ricordo y también se publica el libro Noi due, una lunga storia escrito con Enrico De Angelis, seguido de una gira de conciertos. El éxito conjunto es refrendado con la publicación del doble álbum CD y DVD VanoniPaoli Live.
En 2007 edita el disco Una bellissima ragazza, el primer disco con temas inéditos en solitario desde Argilla (1997), con el que emprende una intensa gira teatral por las más importantes ciudades italianas, en la misma vuelve también a los escenarios de España en 2008 tras dos décadas, y lo hace con sendas presentaciones en el Auditorio Nacional de Madrid y en el Palau de la Música Catalana de Barcelona.
En 2013 edita Meticci (Io mi fermo qui), álbum que publica Columbia con el que oficialmente cierra su discografía aunque sigue cantando en directo. Sin embargo, en 2021 publica Unica, su álbum de estudio número 50, en 2018 firma contrato con BMG Rights Management para producir y publicar este disco con el que celebrar sesenta años de carrera.

## Discografía
Discos (selección)
- 1961 - Ornella Vanoni (1961)
- 1963 - Le canzoni di Ornella Vanoni
- 1965 - Caldo
- 1966 - Ornella
- 1967 - Ornella Vanoni (1967)
- 1968 - Ai miei amici cantautori
- 1969 - Io sì - Ai miei amici cantautori vol.2
- 1970 - Appuntamento con Ornella Vanoni
- 1971 - Ah! L'amore l'amore, quante cose fa fare l'amore! (live)
- 1972 - Un gioco senza età
- 1972 - Hits
- 1972 - L'amore
- 1973 - Dettagli
- 1973 - Ornella Vanoni e altre storie
- 1974 - A un certo punto
- 1974 - La voglia di sognare
- 1974 - Quei giorni insieme a te
- 1975 - Uomo mio bambino mio
- 1976 - La voglia la pazzia l'incoscienza l'allegria
- 1976 - Amori miei
- 1976 - Più
- 1976 - Más (editado para el mercado latino)
- 1977 - Album (editada en el mercado francófono)
- 1977 - Io dentro
- 1977 - Io fuori
- 1978 - Vanoni
- 1979 - Oggi le canto così, vol.1
- 1980 - Oggi le canto così, vol.2
- 1980 - Ricetta di donna
- 1981 - Duemilatrecentouno parole
- 1982 - Licht und schatten (editado para el mercado alemán)
- 1982 - Oggi le canto così, vol.3
- 1982 - Oggi le canto così, vol.4
- 1983 - Uomini
- 1985 - Insieme - Ornella Vanoni y Gino Paoli (live)
- 1986 - Ornella &...
- 1987 - O
- 1989 - Il giro del mio mondo
- 1990 - Quante storie
- 1992 - Stella nascente
- 1993 - In più - 17 brani che vi ricanterei volentieri
- 1995 - Io sono come sono...
- 1995 - Sheherazade
- 1997 - Argilla
- 1999 - Adesso (Ornella Vanoni) (live)
- 2001 - Ornella Vanoni Live@RTSI (live)
- 2001 - Un panino una birra e poi...
- 2001 - E poi...la tua bocca da baciare
- 2002 - Sogni proibiti
- 2003 - Noi, donne noi
- 2004 - Ti ricordi? No non mi ricordo - Ornella Vanoni y Gino Paoli
- 2005 - VanoniPaoli Live - Ornella Vanoni y Gino Paoli (live)
- 2007 - Una bellissima ragazza
- 2008 - Più di me (álbum de duetos que celebra sus 50 años de carrera, junto a Eros Ramazzotti, Jovanotti, Pooh, Gianni Morandi, Lucio Dalla, Giusy Ferreri, Claudio Baglioni, Fiorella Mannoia, Carmen Consoli y Mina Mazzini).
- 2009 - Più di te (Vanoni versiona éxitos de artistas italianos).
- 2013 - Meticci (Io mi fermo qui).
- 2018 - Un pugno di stelle (álbum antológico que contiene 3 discos)
- 2021 - Unica
- 2023 - Calma rivoluzionaria Live 2023
- 2024 – Diverse

Discos Sencillos (selección)
- 1959 - Ma mi... / Le mantellate
- 1961 - Senza fine / Se qualcuno ti dirà
- 1961 - Cercami / Un grido
- 1963 - Che cosa c'è / La fidanzata del bersagliere
- 1964 - Tu sì 'na cosa grande / Ammore mio
- 1965 - Abbracciami forte / Non voglio più
- 1966 - Io ti darò di più / Splendore nell'erba
- 1967 - La musica è finita / Un uomo
- 1967 - Tristezza / Il mio posto qual è
- 1968 - Casa Bianca / Serafino
- 1969 - Una ragione di più / Quando arrivi tu
- 1970 - Eternità / Sto con lui
- 1970 - L'appuntamento / Uomo, uomo
- 1971 - Domani è un altro giorno / C'è qualcosa che non sai
- 1971 - Il tempo d'impazzire / Variante
- 1972 - Che barba amore mio / Il mio mondo d'amore
- 1973 - Dettagli / Pazza d'amore
- 1973 - Sto male / Superfluo
- 1974 - Stupidi / La gente e me
- 1974 - La voglia di sognare / Guardo, guardo e guardo
- 1975 - Uomo mio, bambino mio / Canta canta
- 1976 - Più / Dimmi almeno se
- 1977 - Domani no / Ti voglio
- 1980 - Innamorarsi / Il telefono

## Filmografía
- 1961 Romolo e Remo
- 1963 Canzoni in bikini
- 1964 Amori pericolosi
- 1979 I viaggiatori della sera
- 2021 7 mujeres y un misterio